# Brandenkopf
Der Brandenkopf ist mit 945,9 m ü. NHN einer der höchsten Berge des Mittleren Schwarzwaldes. Der Berg liegt im Ortenaukreis in Baden-Württemberg auf den Gemarkungen der Gemeinden Oberharmersbach, Fischerbach und Hausach, die Spitze selbst gehört zu Oberharmersbach. Der Berg bildet den markanten Mittelpunkt zwischen den Tälern der Kinzig, der Wolf und des Harmersbachs.
Der Name des Brandenkopfes stammt von einem großen Waldbrand im Jahre 1730. Vor diesem Ereignis wurde der Berg Varnlehenskopf genannt.
Der Brandenkopf ist verkehrstechnisch mit Straßen und Wanderwegen (u. a. Hansjakobweg II und Verbindung zum 3,5 km entfernten Westweg) aus verschiedenen Richtungen gut erschlossen.
Auf dem Berg befindet sich der Sender Brandenkopf.

## Bauwerke auf dem Brandenkopf

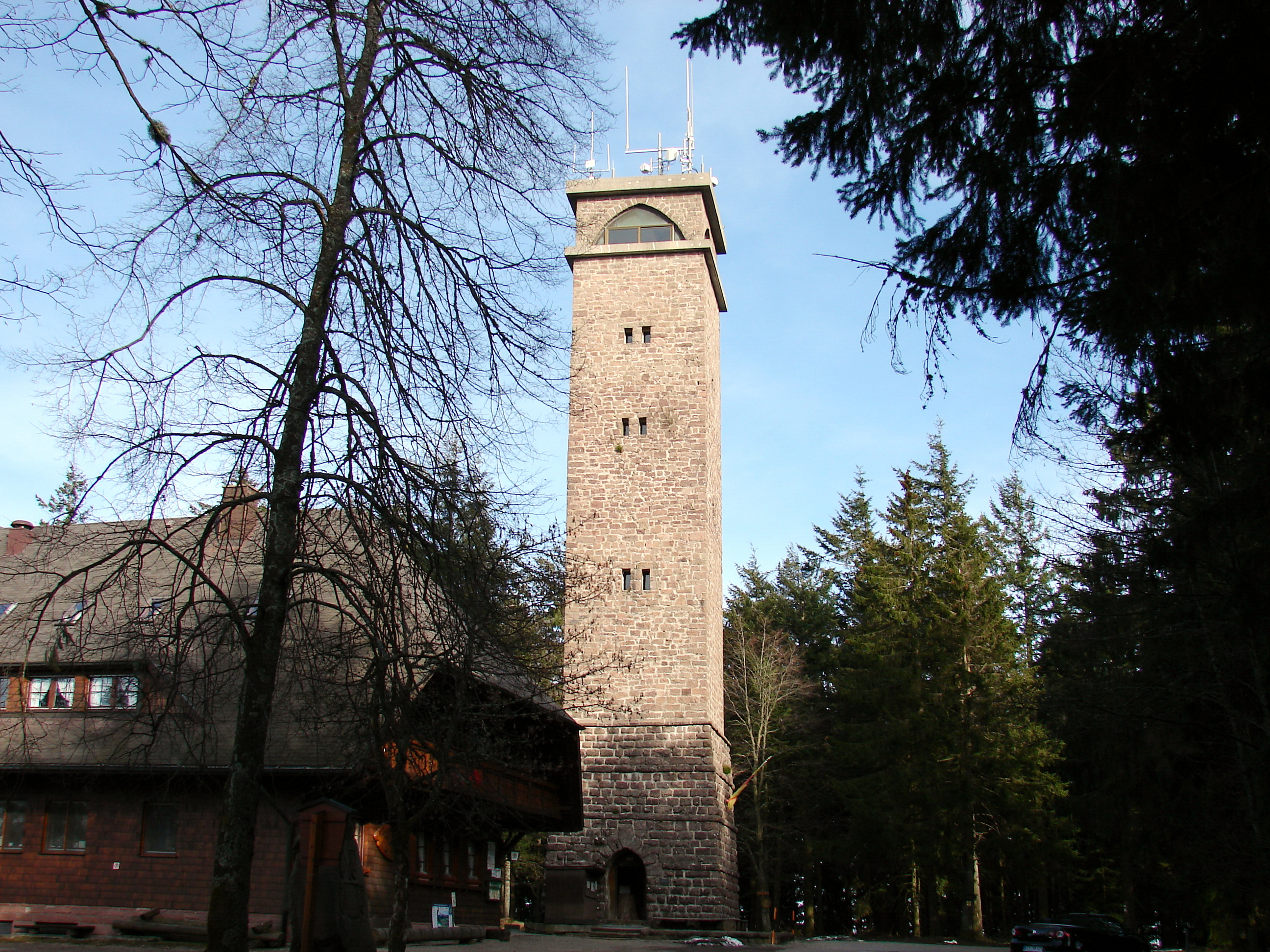
Brandenkopfturm

Seit 1929 existiert der 32 m hohe Brandenkopfturm, ein steinerner Aussichtsturm, der einen weiten Ausblick auf die Landschaft des Schwarzwaldes bietet, an klaren Tagen sogar bis zu den Alpen, Vogesen und Schwäbischen Alb. Vor der Errichtung des steinernen Turmes hatten bereits hölzerne Vorgänger existiert.
Auf dem Turm ist die Relaisfunkstelle Brandenkopf DB0TN des DARC Haslach/Kinzigtal installiert. Sie ist mit für den Relaisbetrieb im Sprechfunk und Packet Radio (9,6k) im 70-cm-Band und einem Umsetzer für das Automatic Packet Reporting System im 2-Meter-Band ausgestattet. Es bestehen direkte Hamnet Links zu den Relais an der Hochschule Offenburg (DM0ZOG) und nach Freudenstadt (DB0SKF).
Der Schwarzwaldverein unterhält auf dem Brandenkopf ein Wanderheim mit angeschlossener Gaststätte. Die günstige Lage des Berges mit 5,8 m/s durchschnittlicher Windgeschwindigkeit in 10 m Höhe wird durch eine Windenergieanlage genutzt.
Im Sommer 2002 wurde als zweite Windenergieanlage das Bürgerwindrad Brandenkopf ca. 350 m westlich des Wanderheims in Betrieb genommen. Diese Anlage vom Typ Enercon E-58, die bei einer Nabenhöhe von 70 Metern (100 Metern Gesamthöhe) über eine Nennleistung von 1000 kW verfügt, produziert am Brandenkopf jährlich im Schnitt über 2.000.000 kWh elektrischer Energie und zählt damit innerhalb Deutschlands zu den besten Anlagen in ihrer Leistungsklasse. Im Jahr 2006 wurden über 2300 Volllaststunden erzielt.